# Rio Hérault

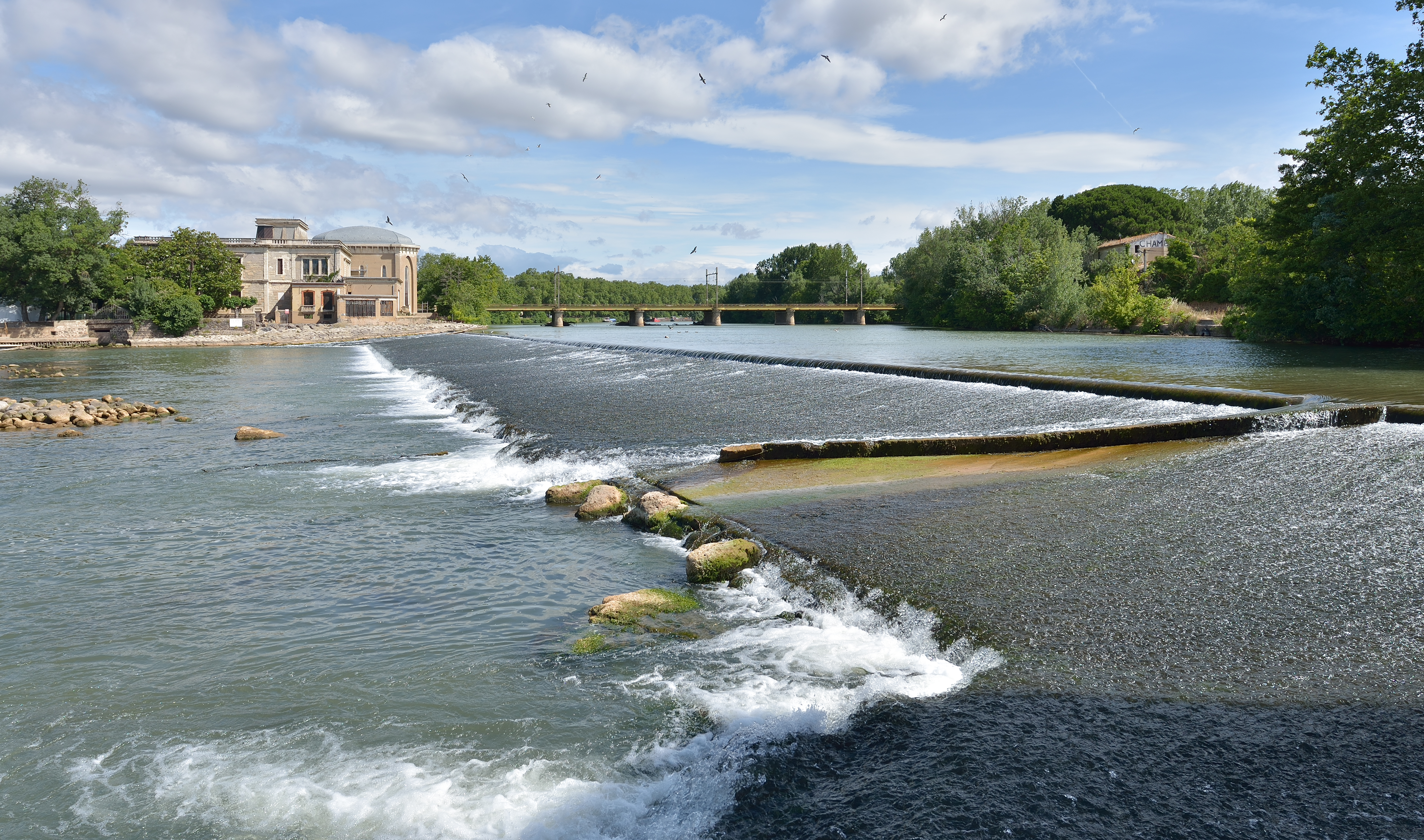

O rio Hérault (em occitano:  Erau) é um rio que corre nos departamentos de Gard e Hérault, no sul da França. Sua extensão é de 148 km. Nasce nas montanhas Cevenas e desagua no mar Mediterrâneo próximo da cidade de Agde. 
As Gorges de l'Hérault são um conhecido desfiladeiro definido pelo rio no maciço de Séranne, no departamento de Hérault.

## Cidades
O Hérault corta os seguintes departamentos e cidades:
- Departamento de Gard: Valleraugue.
- Departamento de Hérault (nome em função do rio): Ganges, Pézenas, Agde.

## Afluentes

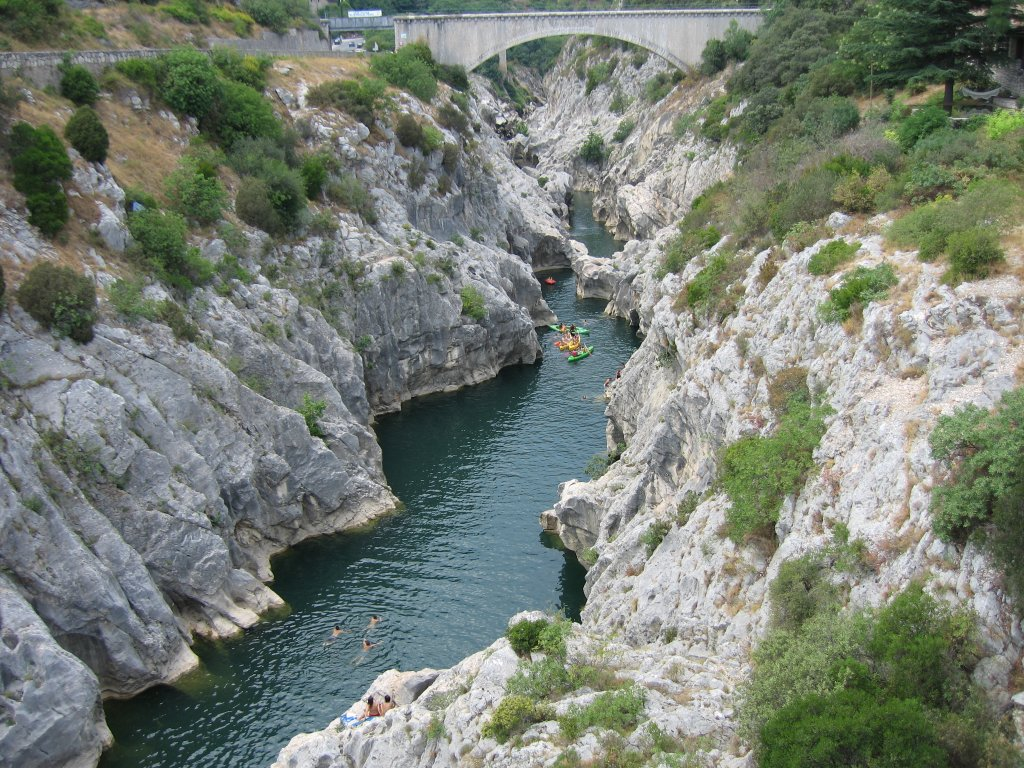
As Gorges de l'Hérault.

| - Arre - Vis - Rieutord - Buèges | - Lamalou - Lergue - Dourbie - Boyne | - Peyne - Thongue |